# Campana de gases

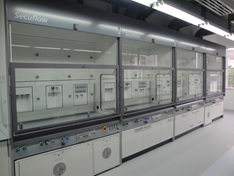
Vitrina de gases en un laboratorio

Una campana de gases, vitrina de extracción de gases, campana de humos o campana extractora de humos es un Equipo de Protección Colectiva, dispositivo de ventilación local que está diseñado para limitar la exposición a sustancias químicas peligrosas o nocivas, humos, vapores o polvos. Cumplen una misión similar a las campanas extractoras existentes en muchas cocinas, para evacuar los humos producidos, pero las vitrinas de gases son comúnmente usadas en laboratorios de todo tipo, p.e. laboratorios de investigación, y plantas piloto, donde se trabaja con gases contaminantes.
En Europa la Norma de referencia para su diseño, ensayo, validación, uso y mantenimiento es la EN 14175, compuesta por varias partes:
Parte 1: Vocabulario
Parte 2: Requisitos de seguridad y funcionamiento
Parte 3: Métodos de ensayo de tipo 
Parte 4: Métodos de ensayo "in situ"
Parte 5: Recomendaciones para la instalación y el mantenimiento (Publicada como la especificación técnica CEN/TS 14175-5)
Parte 6: Vitrinas de gases de volumen de aire variable
Parte 7: Vitrinas de gases para alta temperatura y ácidos concentrados

## Historia

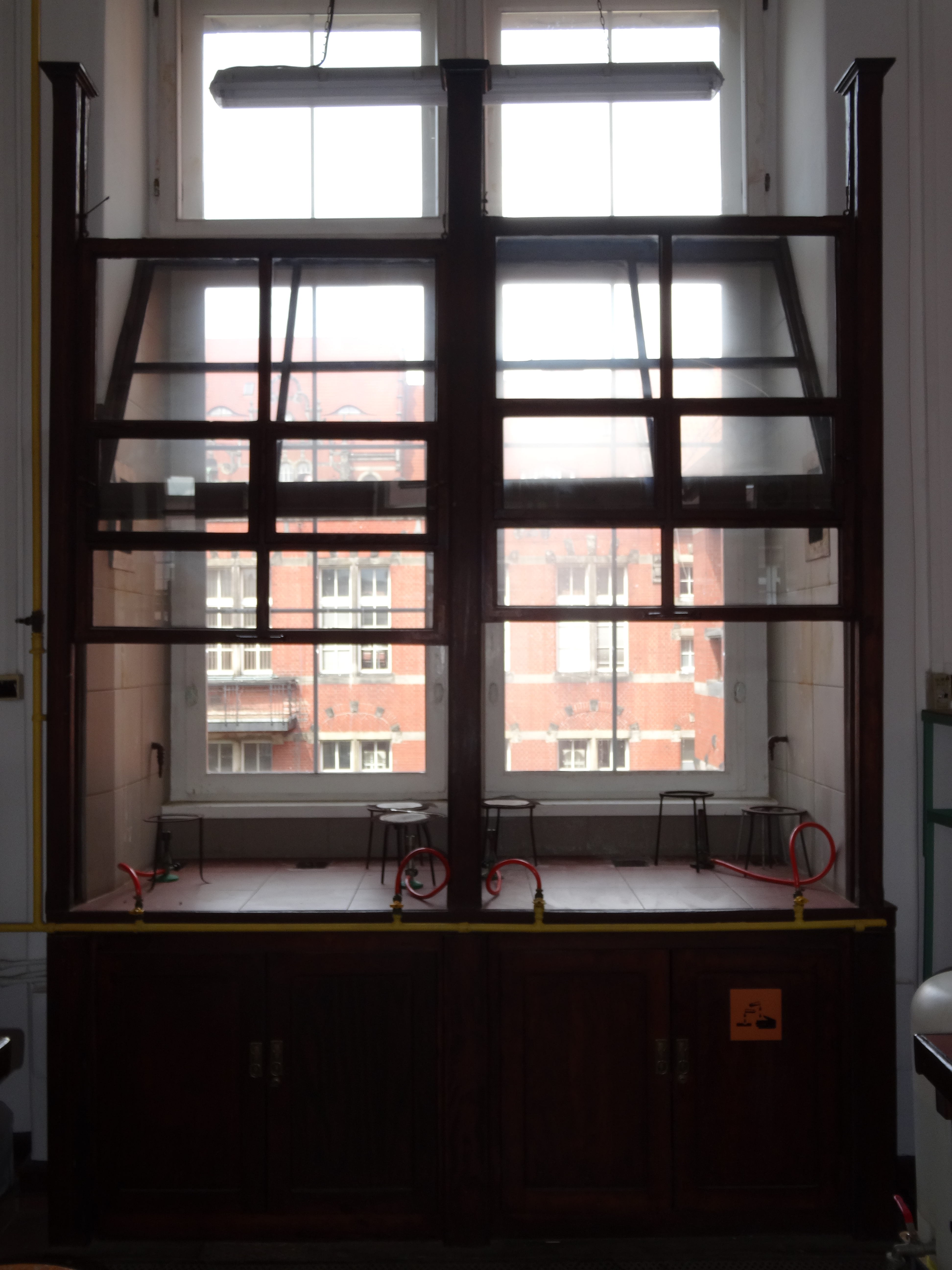
Campana de gases construido de madera en Universidad Tecnológica de Gdansk

Científicos y investigadoras han entendido la necesidad por ventilación desde el comienzo de investigaciones químicas. Antiguos estilos de campanas de gases fueron tipos de chimeneas. Un hogar construido por Thomas Jefferson en 1822-1826 la Universidad de Virginia usó un baño de arena y humeros por ventilación de gases tóxicos.

## Estructura
Una vitrina de gases es una pieza esencial del equipamiento de laboratorio. Presenta una superficie horizontal o área de trabajo, que suele estar situada a una altura que permite trabajar de pie. Sus dimensiones aproximadas son de 1-2 metros de longitud, 80-90 cm de profundidad y 240-270 cm de altura. Las paredes laterales pueden ser de cristal, en el frontal se equipan con una ventana de guillotina.
Para su funcionamiento requiere de un extractor que fuerza la aspiración de los gases o humos producidos.

## Tipos de vitrinas de gases
Existen dos tipos principales: de conductos y las de recirculación (con filtros). El principio es el mismo para ambos tipos: el aire es aspirado desde la parte frontal (abierta) de la caja para diluir y retirar los gases con los que se trabaja. Ese aire mezclado puede ser expulsado fuera del edificio a un lugar seguro por extractor/ventilador o recirculado en el laboratorio tras su paso por el filtro.
En las vitrinas con conductos, para su correcto funcionamiento se requiere un balance de entrada de aire en el laboratorio que compense el gran volumen extraído. 
Dependiendo del uso existen identificadas en la EN 14175 distintos tipos de vitrinas:
- Vitrinas de uso general (con distinta altura según requiera la altura efectiva de la sala donde se instala, mínimo 240 cm y máximo 270 cm)
- Vitrinas de acceso directo o Walk-in
- Vitrinas de aplicaciones especiales para trabajos a alta Temperatura
- Vitrinas de aplicaciones especiales para trabajos a alta Temperatura y ácidos concentrados
- Vitrinas de aplicaciones especiales para trabajos a alta Temperatura y ácido Perclórico
- Vitrinas de aplicaciones especiales para trabajos a alta Temperatura y ácido Fluorhídrico
- Vitrinas de aplicaciones especiales para trabajos con radioisótopos (Actualmente en desarrollo normativo en la parte 8 de la EN14175)
Otros dispositivos de seguridad en el laboratorio son: cabinas de pesada, brazos de extracción localizada, cabinas de flujo laminar, cabinas estériles, cabinas de bioseguridad, cajas de guantes. Todos estos dispositivos abordan la necesidad de controlar las sustancias peligrosas o irritantes que se generan en el aire habitualmente o se liberan dentro del propio dispositivo de ventilación local.

## Funciones
La vitrina de gases como los demás dispositivos de ventilación local están diseñados para hacer frente a uno o más de los tres objetivos principales:
1. Proteger al usuario (campanas de extracción, cabinas de bioseguridad, cajas de guantes);
2. Proteger el producto o el experimento que hay en su interior (cabinas de bioseguridad, cajas de guantes y especialmente cabinas de flujo laminar);
3. Proteger el medio ambiente (campanas de extracción con recirculación, determinadas cabinas de bioseguridad, y cualquier otro tipo cuando está equipado con filtros adecuados en el aire de escape).
Otras funciones secundarias de estos dispositivos son la protección contra explosiones, protección ante salpicaduras, la contención de derrames y otras funciones necesarias para el trabajo que se realiza dentro del dispositivo.
Un término general, pero no específico, para algunos de estos dispositivos de ventilación local es del cabina de flujo laminar. En esta categoría se pueden varios de los anteriores dispositivos que se caracterizan simplemente por la naturaleza de su flujo laminar de aire. El término campana de flujo laminar, sin embargo, es insuficiente para identificar su diseño y el uso reales: algunos protegen el producto pero no el usuario, y otros protegen a ambos. La terminología para los dispositivos de ventilación local ha sido y sigue siendo poco clara e inespecífica. Debe prestarse atención a cuáles de los objetivos antes especificados se cubren en cada caso.
Las campanas de extracción o campanas de gases suelen proteger sólo el usuario, y son los más comúnmente utilizados en los laboratorios donde se liberan productos químicos peligrosos o nocivos durante la prueba, la investigación, el desarrollo o la enseñanza. También se utilizan en aplicaciones industriales u otras actividades donde se generan o se liberan vapores, gases o polvos que son peligrosos o nocivos.
Debido a que la parte frontal de la campana de extracción está abierta a la habitación ocupada por el usuario y que, por tanto, el aire dentro de la campana de humos está potencialmente contaminado, es fundamental el flujo adecuado de aire desde la habitación hacia la cabina para su correcto funcionamiento. Gran parte del diseño de la campana extractora y de su forma de operación se centra en maximizar la contención adecuada del aire y los vapores dentro de la campana de humos.
Como la mayoría de las campanas de extracción están diseñadas para conectarse a sistemas de escape que expulsan el aire directamente al exterior de un edificio, grandes cantidades de energía son necesarias para hacer funcionar los ventiladores que expulsan el aire, y para calentar, enfriar, filtrar, controlar y mover el aire que reemplazará al aire expulsado. Importantes esfuerzos recientes en el diseño de las campanas de extracción y de otros sistemas de ventilación se han centrado en la reducción de la energía utilizada para operar estos dispositivos.

## Vitrinas de extracción de gases con recirculación
Se emplean principalmente para uso docente, aunque cada vez más se incluyen en proyectos industriales. Estas vitrinas no necesitan conductos para evacuar el aire. Poseen generalmente un ventilador montado en la parte superior de la campana, o debajo de la encimera. El aire es aspirado a través de la abertura frontal de la campana y atraviesa un filtro, antes de pasar por el ventilador y de ser retroalimentado en el lugar de trabajo. Con una campana de recirculación de gases, es esencial que el medio filtrante sea capaz de eliminar los materiales peligrosos o nocivos que estén presentes. Como son necesarios diferentes filtros para los diferentes materiales, las campanas de extracción con recirculación sólo deben utilizarse con un estudio previo que certifique el uso seguro según el peligro (productos químicos utilizados, procesos de trabajo, tiempos, concentración, etc.).
Las campanas de extracción con recirculación, con filtros dedicados (específicos para un único producto) pueden no ser adecuadas para aplicaciones de investigación, ya que los materiales utilizados o generados en esta actividad, pueden cambiar o ser desconocidos. En caso de tener interés en este tipo de equipos, con claras ventajas en la instalación y al no afectar a la climatización del laboratorio, se debe estudiar el uso con filtros polivalentes, que permitan de manera segura, tanto el filtrado como el control de la saturación, especialmente crítico en filtros de carbón activo.

### Filtración previa
La primera etapa de la filtración consiste en una barrera física, por lo general en un filtro de espuma de célula abierta, lo que evita que las partículas grandes lo atraviesen. Un filtro de este tipo es generalmente de bajo costo, y dura aproximadamente seis meses, dependiendo del uso.

### Filtración principal
Después de la pre-filtración, los humos pasan a través de una capa de carbón activado que absorbe la mayoría de los productos químicos que pasan a través de ella. El amoníaco y el monóxido de carbono, sin embargo, pasan a través de la mayoría de los filtros de carbono. Otras técnicas de filtración adicional específica puede ser añadidas para combatir ciertos productos químicos que de otra manera sería bombeados de nuevo a la habitación. Un filtro principal por lo general tendrá una duración de aproximadamente dos años, dependiendo del uso.
| Pros                                                                | Contras                                                                                                  |
| ------------------------------------------------------------------- | --- |
| No son necesarios los conductos                                     | Los filtros deben tener un mantenimiento regular y ser regularmente reemplazados                         |
| El aire de temperatura controlada no se evacúa del lugar de trabajo | Mayor riesgo de exposición a sustancias químicas que con las campanas equivalentes con conductos         |
| El aire contaminado no es diluido en la atmósfera                   | El ventilador de extracción se encuentra cerca del operador, por lo que el ruido podría ser un problema  |
| Sensores modernos con detección instantánea de saturación           | Requieren ser verificados filtros y sensores de forma imprescindible= revisiones periódicas inexcusables |

## Vitrinas de extracción de Gases con conductos
La mayoría de las campanas de extracción para uso industrial poseen conductos que canalizan los gases hasta el exterior por lo que existe una gran variedad de modelos. El aire es eliminado del área de trabajo y se dispersa en la atmósfera.
La campana extractora es sólo una parte del sistema de ventilación del laboratorio. Como quiera que no está permitida la recirculación del aire del laboratorio al resto de la instalación, las unidades de tratamiento de aire que dan servicio a las zonas externas a los laboratorios se mantienen separadas de las unidades de laboratorio. Como una forma de mejorar la calidad del aire interior, algunos laboratorios también utilizan sistemas de tratamiento de aire de un solo paso, donde se utiliza aire que se calienta o se enfría sólo una vez antes de la descarga. Todavía muchos laboratorios siguen utilizando sistemas de retorno de aire a las áreas de laboratorio para minimizar la energía y los gastos de funcionamiento, sin dejar de ofrecer las tasas de ventilación adecuada para unas condiciones de trabajo aceptables. Las campanas de humos sirven para evacuar aire con niveles peligrosos de contaminantes.
Para reducir los costos de ventilación del laboratorio, se emplean sistemas con volumen de aire variable (VAV), lo que reduce el volumen del aire evacuado cuando la campana de extracción está cerrada. Este producto a menudo se refuerza con un dispositivo de cierre automático, que cerrará la puerta de la campana de extracción cuando el usuario no está operando la campana extractora de humos. El resultado es que las campanas están operando un volumen mínimo de aire evacuado cuando nadie está realmente trabajando delante de ellas.
La reducción o minimización del volumen de gases evacuados es particularmente beneficiosa para reducir los costos de energía, así como para minimizar el impacto en la infraestructura de las instalaciones y en el medio ambiente. Se debe prestar especial atención a la ubicación de la salida de los gases al exterior, a fin de no arriesgar la seguridad pública, o para evitar que el aire evacuado entre de nuevo en el sistema de suministro de aire.
| Pros | Contras                                                           |
| --- | ----------------------------------------------------------------- |
| Los humos son completamente eliminados del lugar de trabajo.                                                            | Se necesitan conductos de evacuación adicionales                  |
| Bajo mantenimiento. | Se elimina aire con la temperatura controlada                     |
| El funcionamiento es silencioso, debido a que el ventilador de extracción está ubicado a cierta distancia del operador. | Los humos se dispersan en la atmósfera, en lugar de ser tratados. |

## Tipos de vitrinas de aplicaciones especiales

### Vitrinas de bajo flujo / alto rendimiento
Las vitrinas de extracción convencionales consumen mucha energía. En los últimos años, los fabricantes han desarrollado e introducido campanas de mayor eficiencia energética, llamadas de bajo flujo y alto rendimiento, destinadas a mantener o mejorar la protección del operador y reducir los costosos gastos de funcionamiento de climatización. Si bien no existe una definición estandarizada de los términos "bajo flujo" o "alto rendimiento", las vitrinas extractoras que operan con menos flujo de aire evacuado de lo que se requiere en una solución estándar, menos de 300 m3/h/ml de apertura de ventana guillotina y con la ventana guillotina abierta hasta la apertura de uso (algunos fabricantes la tienen a 350, 400 o 500 mm), se consideran como de "bajo flujo".

### Vitrinas de extracción de vapores ácidos
Estas unidades se construyen normalmente de gres técnico o polipropileno para resistir los efectos corrosivos de los ácidos a altas concentraciones. Si se utiliza ácido fluorhídrico en la campana, la hoja de la campana de vidrio debe ser de policarbonato que resiste la agresión de esta ácido. Los conductos de la campana debe ser ejecutados en polipropileno o revestidos internamente con PTFE (Teflón).

### Vitrina de extracción para ácido perclórico
Estas unidades cuentan con un sistema de lavado con agua en la red de conductos. Debido a que los vapores de ácido perclórico se depositan y forman cristales explosivos, es vital que la red de conductos se limpie en su interior con una serie de aerosoles.

### Vitrinas con lavador de gases (scrubber) y neutralizador
Este tipo de vitrinas absorbe los gases en una cámara llena de formas plásticas, que son rociadas con agua. Los productos químicos son arrastrados hacia un sumidero, que a menudo se llena con un líquido neutralizante. Los vapores son entonces dispersados, o se eliminarán, de la manera convencional.

### Vitrinas de radioisótopos
Esta campana de extracción posee un revestimiento de acero inoxidable o Polipropileno y una encimera integral de acero inoxidable/polipropileno que se refuerza para soportar el peso de los ladrillos o bloques o lámina de plomo.

## Mantenimiento y Certificación
Para garantizar la seguridad laboral del operario, evitar ambientes potencialmente tóxicos y/o explosivos y minimizar el impacto ambiental, es necesaria la validación periódica de la vitrina y el control del correcto funcionamiento de los distintos componentes.
Los aspectos a evaluar recomendados por las distintas normas, nacionales e internacionales son:
Inspección eléctrica.
Inspección mecánica.
Medición de flujo de aire.
Visualización de flujo de aire mediante test de humo.
Nivel de ruido y luminosidad.
Condiciones del entorno.
Layout.
Renovaciones y caudales según uso específico.
Corrección de desvíos.
Un plan de mantenimiento y certificación llevado a cabo correctamente, favorecerá el éxito de los ensayos, la predicción y prevención de problemas y su solución, minimizando el impacto en los costos del área. En cambio, un mantenimiento deficiente tendrá resultados opuestos aumentando la incertidumbre sobre el impacto en la salud de los operarios que realizan el trabajo diariamente.